# Cầu Bà
Cầu Bà là một xã thuộc huyện Khánh Vĩnh, tỉnh Khánh Hòa, Việt Nam.
Xã Cầu Bà có diện tích 19,63 km², dân số năm 1999 là 1993 người, mật độ dân số đạt 102 người/km².